# Městské muzeum Amsterdam
Městské muzeum Amsterdam (nizozemsky Stedelijk Museum Amsterdam, [ˌsteːdələk myˌzeːjʏm ˌɑmstərˈdɑm], zkracováno Stedelijk) je muzeum moderního a současného umění v Amsterdamu. Budovu z 19. století navrhl Adriaan Willem Weissman, křídlo z 21. století a současný vchod navrhli Benthem Crouwel Architekten. Ve sbírce jsou mimo jiné obsaženi Vincent van Gogh, Vasilij Kandinskij, Ernst Ludwig Kirchner, Marc Chagall, Henri Matisse, Jackson Pollock, Karel Appel, Andy Warhol, Willem de Kooning, Marlene Dumasová, Lucio Fontana a Gilbert & George.

## Galerie

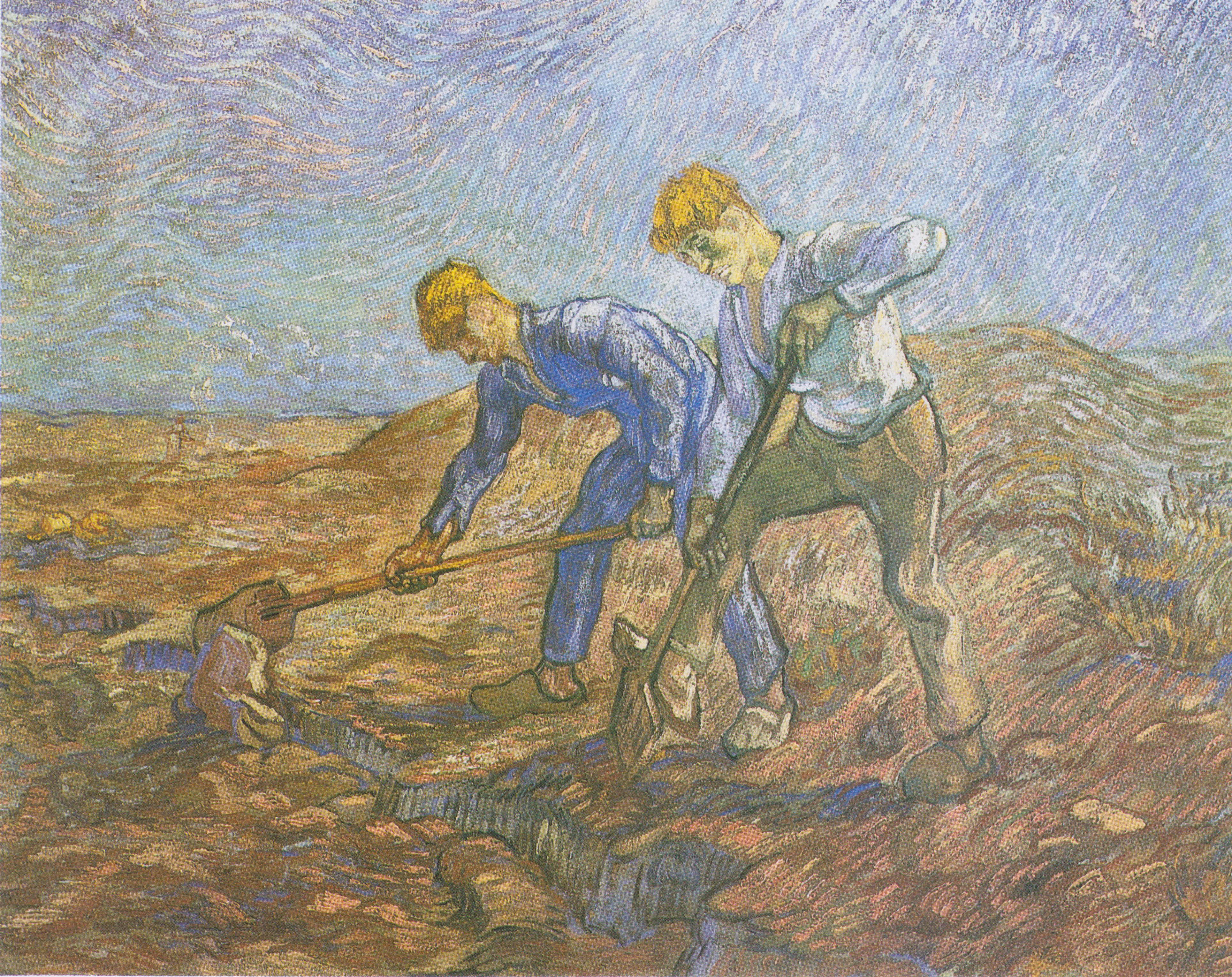
Vincent van Gogh: Dva zemědělci ryjí (1889)
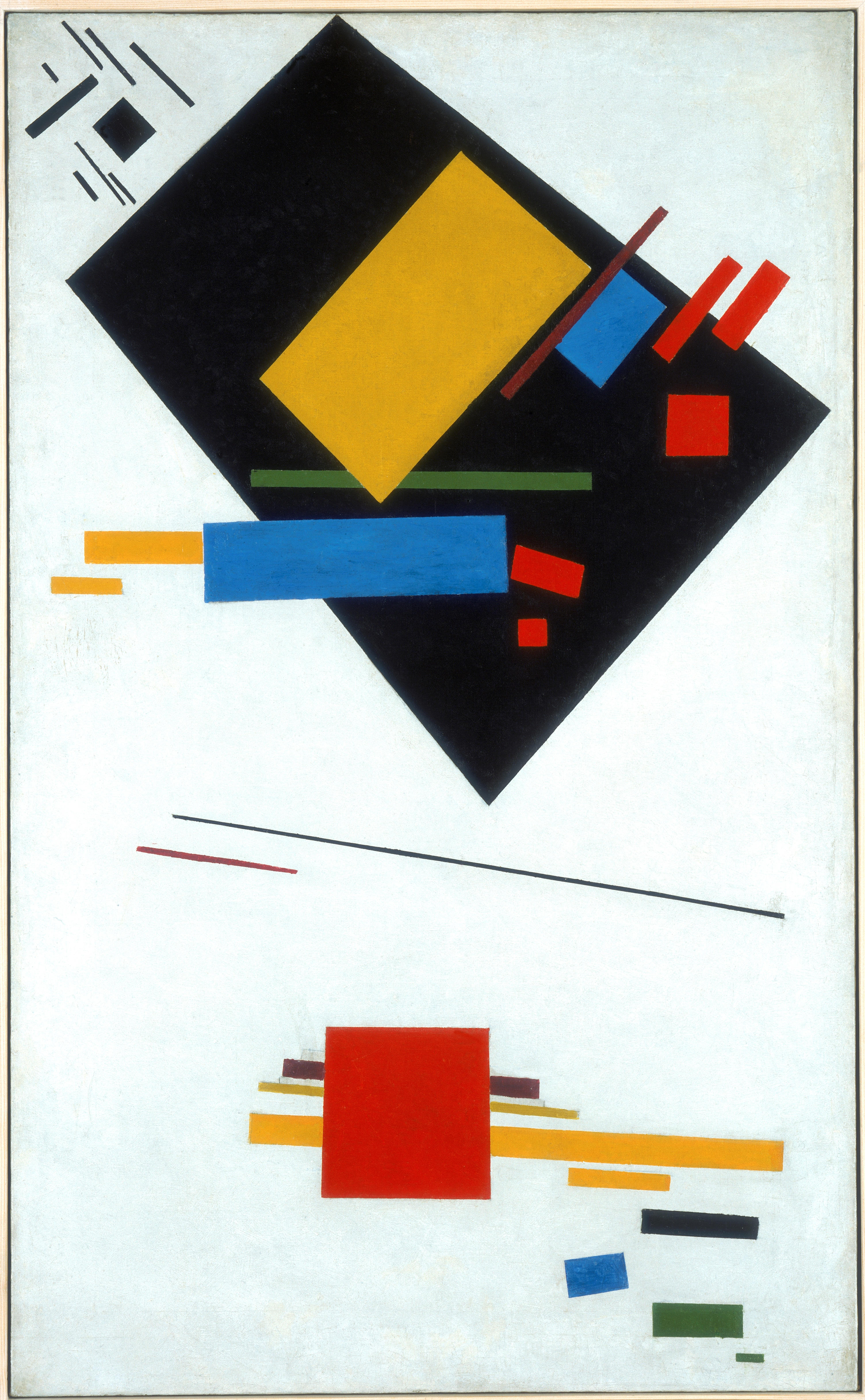
Kazimir Malevič: Suprematistický obraz s černým obdélníkem a červeným čtvercem
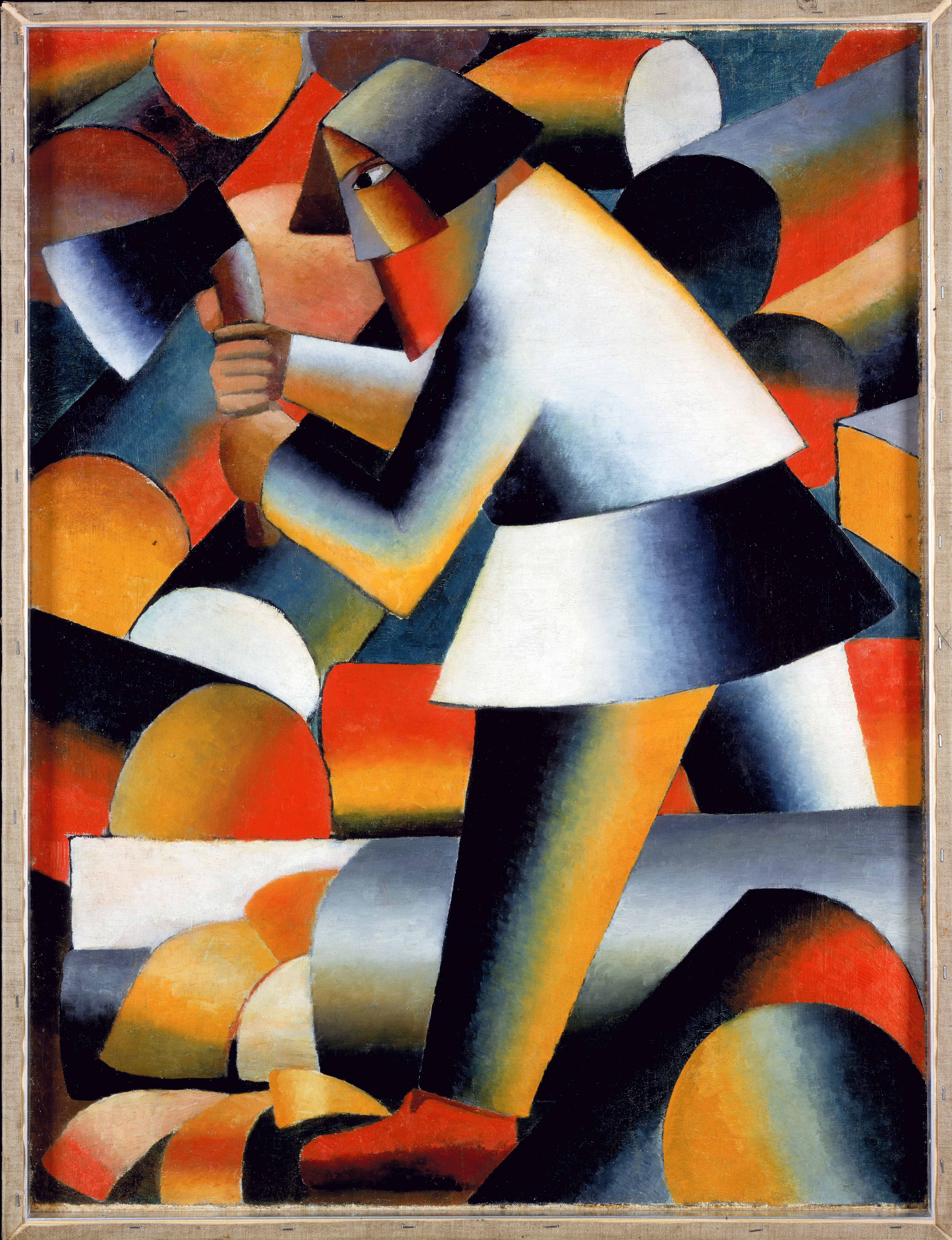
Kazimir Malevič: Dřevorubec (1912-1913)
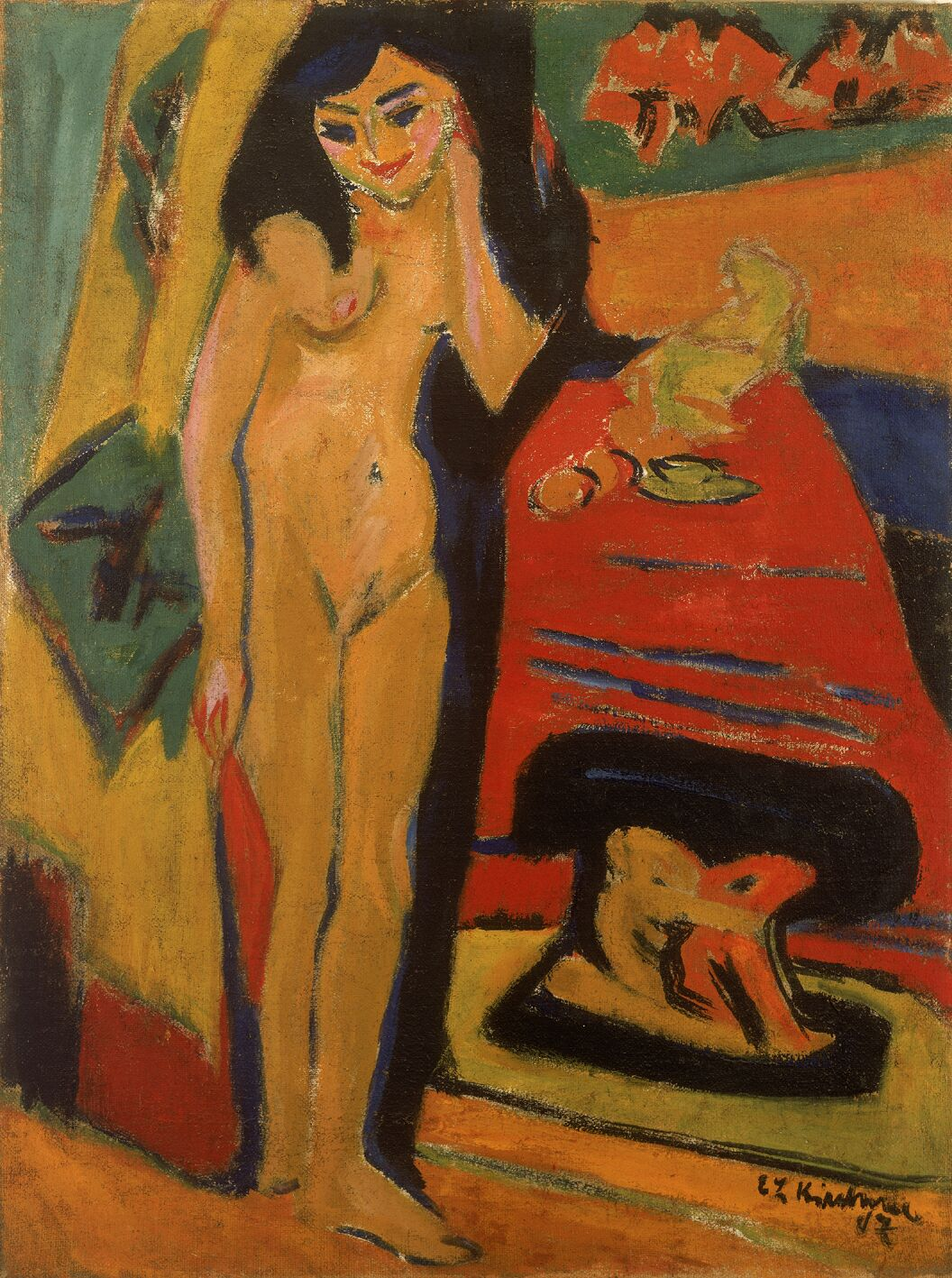
Ernst Ludwig Kirchner: Ženský akt (1910-1926)
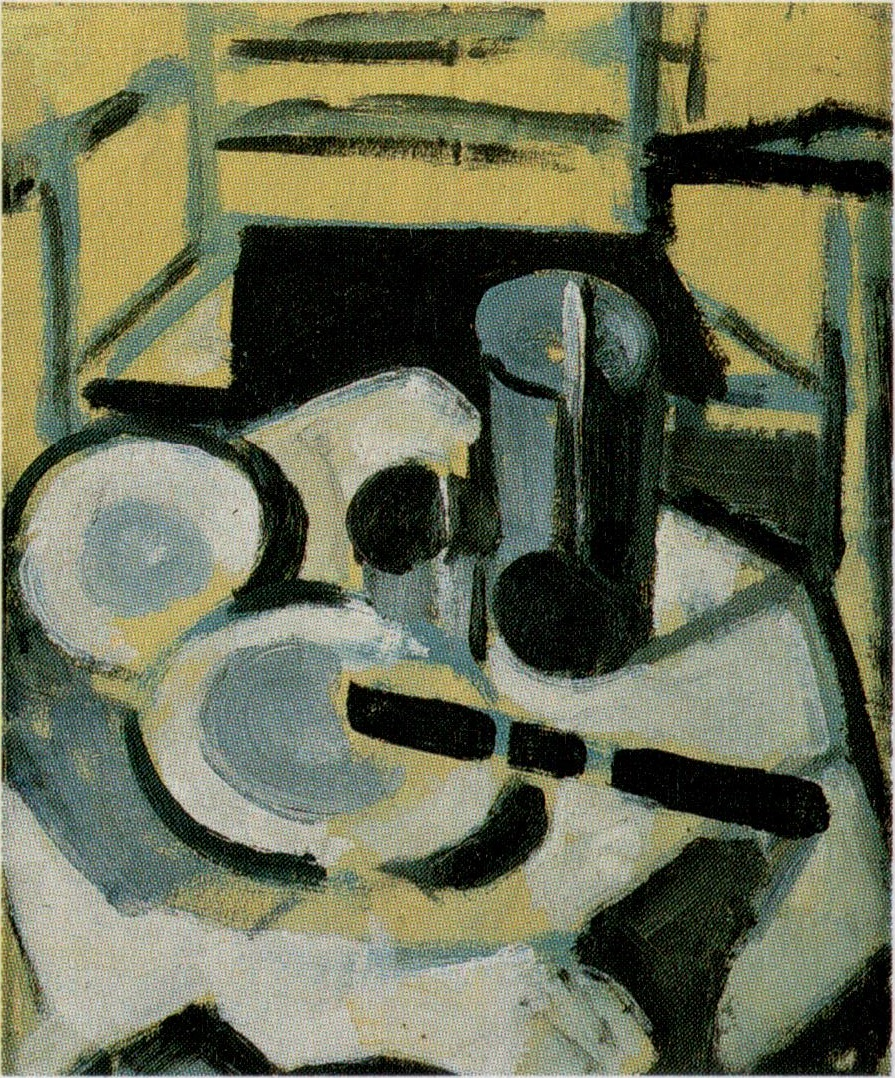
Theo van Doesburg: Zátiší (1918)
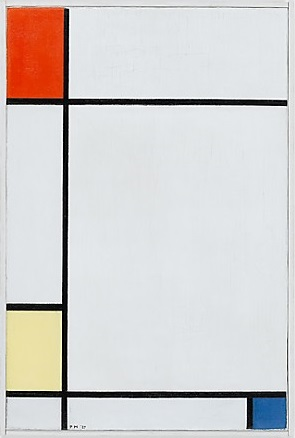
Piet Mondrian: Kompozice č. III s červenou, žlutou a modrou (1927)